# Charlie Haden
Charles Edward Haden (født 6. august 1937 i Shenandoah, Iowa, USA, død 11. juli 2014) var en amerikansk kontrabassist. 
Haden spillede i 1960'erne med Ornette Colemans gruppe. Spillede derefter i Keith Jarrets trio sidst i 60'erne og dennes American Quartet i 70'erne.
Han var med til at danne gruppen Old and New Dreams sidst i 1970'erne, som foruden ham selv bestod af Don Cherry, Ed Blackwell og Dewey Redman. 
Haden dannede herefter orkestret Liberation Music Orchestra, som var et politisk orienteret bigband, som spillede protestmusik arrangeret af komponisten Carla Bley.
Haden har også spillet og indspillet med bl.a. Kenny Barron, Art Pepper, Pat Metheny, Hank Jones, Michael Brecker, Jack DeJohnette og Paul Motian. 